# Perikles Fotopoulos
Perikles Fotopoulos (griechisch Περικλής Φωτόπουλος Periklís Fotópoulos; * 14. Februar 1931 in Athen; † 28. Februar 2003 in Nea Pendeli) war ein griechisch-italienischer Schlagersänger und Opernregisseur.

## Biografie
Fotopoulos wanderte 1953 mit seinen Eltern und Geschwistern aus Griechenland in die DDR aus, in der sie als verfolgte Kommunisten Asyl erhielten. Sein Bruder und ihr Vater waren während der deutschen Besetzung und im darauffolgenden Bürgerkrieg aktiv am Befreiungskampf beteiligt und wurden deswegen zu jener Zeit und danach mehrfach auf Gefängnisinseln interniert. Der gesamten Familie wurde nach ihrer Flucht ins Ausland ihre griechische Staatsbürgerschaft aberkannt.
Fotopoulos war der einzige Künstler in der DDR, der zunächst mit Partisanen- und Folkloreliedern, dann mit Schlagern auftrat und später zum Opernregisseur ausgebildet wurde. Seine Schwestern waren die Filmkomponistin Klelia Fotopoulou und die Opern- und Orchestersängerin Penelope Petrioli. Sein Bruder war der Lyriker Fotis Fotopoulos. Zusammen traten sie als A-capella-Quartett im Rundfunk der DDR auf.
Fotopoulos studierte ab 1956 an der Babelsberger Filmhochschule und tourte nebenbei als Sänger mit griechischen Partisanenliedern, um seinen Lebensunterhalt zu verdienen. Damit hatte er so großen Erfolg, dass ihm bald in der DDR Schlager zur Darbietung in Rundfunk und Fernsehen angeboten wurden und er zu einem sehr bekannten Schlagersänger aufstieg. Sein Regiestudium musste er wegen künstlerischer Differenzen mit der Direktion der Filmschule abbrechen. Anfang der 60er Jahre landete er mehrere Top-Ten-Hits und gründete er seine eigene Band. Ende der 60er Jahre wandte er sich wieder griechischen Liedern zu, machte als Erster Musik von Mikis Theodorakis in der DDR bekannt und beendete bald danach seine Karriere als Sänger. An der Musikhochschule Hanns Eisler studierte er von 1970 bis 1974 Opernregie. In dem Beruf inszenierte er einige Aufführungen in der DDR und in Griechenland, konnte aber kaum anknüpfen an seinen einstigen Erfolg. Die Niederschlagung des Prager Frühling und die spätere Ausbürgerung von Wolf Biermann führten bei Fotopoulos zu einer grundsätzlichen Abkehr vom Realsozialismus. Mit dem Ende der Griechischen Militärdiktatur kehrte er mit seiner Frau und seinen Kindern 1975 nach Griechenland zurück.
Fotopoulos hatte wenige Verbindungen zur damaligen griechischen Musikszene und es fiel ihm schwer, in seiner Heimatstadt wieder beruflich Fuß zu fassen. Nachdem sein Jugendfreund Manos Chatzidakis sich für ihn eingesetzt hatte, arbeitete Fotopoulos kurzzeitig für einige Musikproduktionen des dritten Programms des staatlichen griechischen Fernsehsenders ERT.
Schließlich unterrichtete er Stimmbildung und Gesang am Veakio Dimotiko Theatro (Βεάκειο Δημοτικό Θέατρο) und am Theatro Technis von Karolos Koun (Θέατρο Τέχνης «Κάρολος Κουν») als auch parallel dazu privat.

## Diskografie

### Schellacks
- 1960: Oh, oh Rosi
- 1960: Mandolina

### Alben
- 1964: Salute, Perikles! (Amiga)

### Kompilationen (LP und CD)
- 1964: Twist im Park (Amiga Express)
- 1968: Várka sto yialó (Amiga Express)
- 1968: Tränen kleiden dich nicht (Amiga Schlager-Grüsse)
- 1967: Die Myrte (Amiga Express)
- 1969: Ave Maria (Amiga: Die kennen Sie doch)
- 1970: Salute (Amiga: Schlager, Schlager, Schlager)
- 1979: Salute (Amiga: Schlager-Erinnerungen, Originalaufnahmen 1953–1968)
- 1981: Schlafe gut, Helena (Amiga Cocktail 1961–1962)
- 1985: Oh, oh Rosi (Amiga: Original-Schlagerhits der 50’er Jahre)
- 1993: Twist im Park (Amiga: Das war der flotte Osten, 50’er–80’er Jahre)
- 2003: Twist im Park & Ich bin kein Prophet (Bear Family Records)
- 2003: Teresa (RDM: Diskoteka i Radioleu, Russland)
- 2007: Peseten! Moneten! (Bertelsmann Music Group: Geschichten aus 60 Jahren Amiga: Die Raritäten 1947–1977)
- 2007: Ave Maria (Bertelsmann Music Group: Amiga-Hitstory 1957–1967)
- 2008: Várka sto yialó (Bear Family Records)

### Singles
Hinweis: Ist nur ein Titel angeführt, handelt es sich um eine mit einem anderen Interpreten geteilte Kurzspielplatte.
- 1960: Mandolina (Amiga)
- 1960: Oh, oh, Rosi (Amiga)
- 1961: Irena (Amiga)
- 1962: Carolina (Amiga)
- 1962: Der Stern der Liebe (Amiga)
- 1962: La Paloma (Amiga)
- 1962: Salute (Amiga)
- 1962: Schlafe gut, Helena (Amiga)
- 1962: Teresa (Amiga)
- 1963: Alo - ahé (Amiga)
- 1963: Ave Maria (Amiga)
- 1963: Ay, ay, Amigo (Amiga)
- 1963: Peseten! Moneten! (Amiga)
- 1964: Caballeros (Amiga)
- 1964: Ich bin kein Prophet (Amiga)
- 1964: Leila (Amiga)
- 1964: Twist im Park (Amiga)
- 1965: Buona notte (Amiga)
- 1965: Einer muss geh’n (Amiga)
- 1967: Várka sto yialó (Amiga)
- 1968: Tränen kleiden dich nicht (Amiga)
- 1968: Die Myrte (Amiga)

## Radio (Auswahl)
- 1960: Schuhscheinboy in Griechenland
- 1962: Die Rosenpflückerin
- 1962: Du hast den Zauber aller Frau’n
- 1963: Alles schaut auf Chiquita
- 1963: Eines Tages werd’ ich vor dir stehn
- 1963: Sie war erst 16 Jahre alt
- 1963: Weine keine Träne
- 1963: Wenn du in Stimmung bist heut’ Nacht
- 1965: Bleib noch bis morgen bei mir
- 1965: Wenn du bei mir bist
- 1972: Du kamst als Frühlingstag